# Adam Vulliet
 (mars 2025).
Motif : Absence de source secondaire centrée. Rien dans le DHS.
- Archive Wikiwix
- Bing
- Cairn
- DuckDuckGo
- E. Universalis
- Gallica
- Google
- G. Books
- G. News
- G. Scholar
- Persée
- Qwant
- (zh) Baidu
- (ru) Yandex
- (wd) trouver des œuvres sur Wikidata

| 1. | Préciser le motif de la pose du bandeau. | Précisez le motif de la pose du bandeau en utilisant la syntaxe suivante : {{admissibilité à vérifier\|date=juin 2025\|motif=remplacez ce texte par le motif}}                    |
| 2. | Informer les utilisateurs concernés.     | Pensez à avertir le créateur de l'article, par exemple, en insérant le code ci-dessous sur sa page de discussion : {{subst:avertissement admissibilité à vérifier\|Adam Vulliet}} |

Pour les articles homonymes, voir Vulliet.
Adam Vulliet, né à Coppet le 11 juin 1814 et mort en 1892, est un écrivain et théologien protestant suisse.

## Biographie
En sortant de l'académie de Lausanne, Adam Vuillet fut appelé comme maître au collège de Morges en 1838, puis à Paris en 1844, à la direction de l'Ecole normale protestante soutenue par la Société évangélique de France. Il rentra dans sa patrie en 1858, et devint dès lors directeur de l'école supérieure des jeunes filles, fondée en 1839. Membre correspondant de l'Institut genevois (section historique) Vulliet a publié plusieurs ouvrages de classe, quelques essais historiques sur le protestantisme et enfin un journal la Famille, revue bimensuelle illustrée, qu'il a fondée en 1860 avec le concours de son ami et éditeur Georges Bridel.

## Œuvres
- Esquisse d'une histoire universelle en 3 volumes.
- Géographie illustrée et divers Abrégés de géographie.
- Scènes et aventures de voyages, en 5 volumes.
- Nouvelles pour la jeunesse.
- Histoire de l'Église chrétienne qui a été adoptée dans des établissements très divers, entre autres, à l'Ecole normale des instituteurs du canton de Vaud, au collège Galliard, et à l'Ecole supérieure des jeunes filles, à Lausanne.
- Scènes de la révocation de d'Édit de Nantes, Lausanne, G. Bridel, 1885, à l'occasion du bicentenaire de la révocation.
- Scènes de la Réformation dans le pays de Vaud, Lausanne, G. Bridel, 1886.